# アニメ制作会社

アニメ制作会社（アニメせいさくがいしゃ）は、アニメーションの実制作を業務とする会社である。
企画、製作から制作までを行う元請け、元請制作会社から一括して仕事を受注し制作業務全般を行うグロス請け（下請け）、作画・背景美術・撮影など制作工程別に仕事を請け負う専門スタジオの3つに分けられる。

## 概要
日本の制作会社の多くは中小・零細企業であり従業員5人以下が33.9%、資本金1,000万円未満は51%を占める。かつて所属していた制作会社から独立して起業するケースが多い。
広告代理店やビデオメーカーなどは、資金調達や著作権窓口業務、企画、流通に携わり、実制作は行わないが、制作本数の増加や、制作会社の持つオリジナル版権の利用を目的に制作会社を自らの傘下に収めるケースも見られる。また、Netflixなどの配信事業会社がアニメを独占配信するため、製作としてアニメ制作会社と直接契約する例もある。
セル画時代から背景美術のみを請け負う専門的な会社は存在していたが、デジタルアニメの普及によりCG関連作業のみを請け負う会社の登場や、ポリゴン・ピクチュアズのような大手のCG制作会社がアニメ事業に参入する例もある。また、関連技術を提供する企業も登場している。

## 立地
日本動画協会による2015年の調査では、全体の87.1%もの制作会社が東京都に集中しており、さらにそのほとんどが中野区・杉並区・練馬区・武蔵野市・三鷹市・小金井市・立川市 ・西東京市地域、中央線（快速）・西武新宿線・西武池袋線の沿線といった山手線西側から多摩にかけてのエリアに立地する。これは、東映動画の周りに集まったことに由来する。
都内に集中して立地していることで、アニメの制作において協力体制が取りやすく、在京キー局やソフト版元会社などの取引先に対応しやすい利点がある一方、地方にいる人材獲得への障壁にもなっている。そのため、地方支部・子会社の開設によって地方人材の発掘を行っている制作会社もある。
作画のデジタル化により地方でも業務への支障は少なくなったことから、地方自治体が雇用創出のために誘致を行っている。地方に拠点を置くことで、スタッフは環境の良い土地で暮らせるほか、物価や家賃などの負担を低く抑えることができるなどのメリットがある。

### 地方本社の例
- 京都アニメーション（京都府宇治市）
- ピーエーワークス（富山県南砺市）
- 亜細亜堂（埼玉県さいたま市）
- GoHands、クリエイターズインパック（大阪府大阪市）
- 横浜アニメーションラボ（神奈川県横浜市）
- スタジオぷYUKAI（茨城県つくば市）
- エカチエピルカ（北海道札幌市）
- スタジオダブ（福島県いわき市）
- えかきや (岡山県総社市)
- つむぎ秋田アニメLab（秋田県秋田市）

### 地方拠点の例
- プロダクション・アイジー、エイトビット（新潟県新潟市）
- ユーフォーテーブル（徳島県徳島市）
- ライデンフィルム（埼玉県深谷市、大阪府大阪市、京都府京都市）
- WHITE FOX（静岡県伊東市 伊豆高原）
- 旭プロダクション（宮城県白石市）
- MAPPA（宮城県仙台市）
- ウィットスタジオ（茨城県つくば市）
- ENGI（岡山県倉敷市、北海道札幌市）
- アルボアニメーション（山形県、千葉県）
- サブリメイション（愛知県名古屋市）
- シンエイ動画、studioぱれっと（兵庫県神戸市）
- シャフト（静岡県静岡市）
- マジックバス（新潟県新潟市、京都府京都市）
- C2C（熊本県熊本市）

## 日本に拠点を置く制作会社一覧

### 元請・グロス請け制作会社

#### 英数
- A-1 Pictures
- Acca effe
- Atelier Pontdarc
- AXsiZ
- BENTEN Film
- BLADE
- Boundary
- C2C
- Children's Playground Entertainment
- CJT
- CLAP
- CloverWorks
- Colored Pencil Animation Japan
- CUE
- CygamesPictures
- E&H production
- EMTスクエアード
- ENGI
- FelixFilm
- Flying Ship Studio
- GoHands
- HIKE（100studio）
- HORNETS
- JFK（Quad）
- Lay-duce
- MAHO FILM
- MAPPA
- Marvy Jack
- Nexus
- ODDJOB
- Pie in the sky
- project No.9
- ROLL2
- Seven Arcs
- SILVER LINK.（CONNECT）
- SOLA DIGITAL ARTS
- studio A-CAT
- StudioGOONEYS
- Studio五組
- studioぱれっと
- studio HōKIBOSHI
- studioMOTHER
- STUDIO MASSKET
- Staple Entertainment
- SynergySP
- TOHO animation STUDIO
- Tomovies
- Triple A
- Voil
- WHITE FOX
- YAMATOWORKS
- Yostar Pictures

#### あ行
- 暁
- アクタス
- 旭プロダクション
- 亜細亜堂
- 葦プロダクション
- アスラフィルム
- アスリード
- アゼータ・ピクチャーズ
- アセンション
- アニマ
- アニマ&カンパニー（NAZ）
- アニメーションスタジオ・セブン
- アルボアニメーション
- アンサー・スタジオ
- イーストフィッシュスタジオ
- イマジカインフォス
- イマジン
- ウィットスタジオ
- ウェルツアニメーションスタジオ
- ウルフズベイン
- エイケン
- エイトビット
- エー・シー・ジー・ティー
- エー・ライン
- エクラアニマル
- エニシヤ
- エム・エス・シー
- 絵梦
- オー・エル・エム
- オクルトノボル
- オレンジ

#### か行
- 画狂
- 鵲
- 勝鬨スタジオ
- 神風動画
- カラー
- ギークトイズ
- キネマシトラス
- ぎゃろっぷ
- キャンディーボックス
- 京都アニメーション
- グラフィニカ
- クリエイターズインパック
- 月虹
- コミックス・ウェーブ・フィルム
- コントレール

#### さ行
- サイエンスSARU
- サイクロングラフィックス
- 作楽クリエイト
- サテライト
- サブリメイション
- サンジゲン
- サンシャインコーポレーション
- ジーアンドジーディレクション
- シーステイション
- ジェー・シー・スタッフ
- ジェノスタジオ
- シャフト
- 十文字
- 朱夏
- 寿門堂
- 小学館ミュージック&デジタル エンタテイメント
- シルバー
- 白組
- シンエイ動画
- スクーターフィルムズ
- スタジオ・ザイン
- スタジオ・ライブ
- スタジオ・リッカ
- スタジオヴォルン
- スタジオM2
- スタジオエル
- スタジオKAI
- スタジオガッツ
- スタジオカフカ
- スタジオキャブ
- スタジオコメット
- スタジオコロリド
- スタジオサインポスト
- スタジオジブリ
- スタジオ地図
- スタジオディーン
- スタジオバインド
- スタジオパストラル
- スタジオぴえろ
- スタジオ雲雀（Lerche）
- スタジオぷYUKAI
- スタジオフラッド
- スタジオブラン
- スタジオポノック
- スタジオよんどしい
- スタジオリングス
- スノードロップ
- セイバーワークス
- ゼクシズ
- ゼロジー
- ソワネ

#### た行
- 颱風グラフィックス
- タツノコプロ（BAKKEN RECORD）
- ダンガン・ピクチャーズ
- ダンデライオンアニメーションスタジオ
- チップチューン
- つむぎ秋田アニメLab
- ティー・エヌ・ケー
- ディー・エル・イー
- デイヴィッドプロダクション
- ディオメディア
- 手塚プロダクション
- テレコム・アニメーションフィルム
- 東映アニメーション
- 動画工房
- トマソン
- トムス・エンタテインメント
- ドメリカ
- トリガー
- トロイカ
- ドライブ

#### な行
- ナット
- 日本アニメーション
- ニンテンドーピクチャーズ
- ノーマッド

#### は行
- バイブリーアニメーションスタジオ
- パインジャム
- バウンスィ
- バグフィルム
- パッショーネ
- バンダイナムコピクチャーズ
- バンダイナムコフィルムワークス（サンライズ）
- ピー・アール・エー
- ピーエーワークス
- ファンワークス
- フィール
- 武右ェ門
- 武遊
- ブリッジ
- ブレインズ・ベース
- プラチナビジョン
- ブラボー・スタジオ
- プロジェクトスタジオQ
- プロダクション・アイジー
- プロダクション・プラスエイチ
- フロンティアエンジン
- ベガエンタテイメント
- ベルノックスフィルムズ
- ホットライン
- ポリゴン・ピクチュアズ
- ボンズ

#### ま行
- マーザ・アニメーションプラネット
- マカリア
- マジックバス
- マッドハウス
- ミルパンセ
- 虫プロダクション（新）

#### や行
- ユーフォーテーブル
- ゆめ太カンパニー
- 横浜アニメーションラボ

#### ら行
- ラークスエンタテインメント
- ライデンフィルム
- ラパントラック
- ランドック・スタジオ
- レヴォルト
- レスプリ
- ロボット

#### わ行
- ワオワールド

#### 専門スタジオ
- D-COLORS
- J&Kコーポレーション
- Wish
- アートアニメスタジオ
- アトリエPlatz
- アトリエローク07
- アニタス神戸
- アニメアール
- アニメフィルム
- アニメ工房婆娑羅
- アングル
- イーゲルネスト
- インスパイアード
- えかきや
- オープロダクション
- きのプロダクション
- 九州アニメーション
- キューン・プラント
- 草薙
- サイクロングラフィックス
- じゃっく
- スタジオアールエフ
- スタジオ・イースター
- スタジオ・ヴィクトリー
- スタジオダブ
- スタジオ・タージ
- スタジオぬえ
- スタジオ風雅
- スタジオMAO
- スタジオMAT
- スタジオ・ムー
- スタジオユニ
- スタジオりぶら
- スタジオ・ルナ
- スタジオワイエス
- スマーチル
- デザインオフィス・メカマン
- でほぎゃらりー
- トゥーンアディショナルピクチャーズ
- ととにゃん
- 中村プロダクション
- パルサーデザイン
- 美峰
- プロダクション・アイ
- 水戸アニメーション
- ライトフット
- 代々木アート・プランニング有限会社石垣プロダクション

### 破産・活動停止・事業譲渡・吸収合併した制作会社
英数
- 3Hz - アニメーション企画・制作事業をA-1 Picturesへ譲渡
- CONNECT - SILVER LINK.に吸収合併し、会社としては解散。現在は同社の一部門。
- DMM.futureworks - アニメ制作事業「ダブトゥーンスタジオ」をスクーターフィルムズへ事業譲渡、その後DMM.comに吸収合併
- ICHI（旧ナック） - 実制作撤退
- J.O.トーキー漫画部 - 活動停止
- LDH DIGITAL - LDH JAPANに吸収合併され解散
- Ordet - 事業停止ののち、ウルトラスーパーピクチャーズに吸収合併され解散
- REMIC - 活動停止
- SUNRISE BEYOND - バンダイナムコフィルムワークスに吸収合併され解散
- Twilight Studio - 事業停止

あ行
- アートミック - 倒産
- アイムーヴ - 活動停止
- アウベック - 活動停止
- アニメインターナショナルカンパニー - 実制作撤退
- アニメーションスタジオ・アートランド - 実制作撤退
- アニメーション21 - 解散
- アニメ・スポット - 破産
- アニメフレンド - 解散
- アド・コスモ - 活動停止ののち解散。スタジオ・コスモに承継
- アナザープッシュピンプランニング - 創業者死去により事業停止、解散
- イージー・フイルム - 解散
- ヴューワークス - 任意整理
- エーシーシープロダクション製作スタジオ - 破産
- エカチエピルカ - 破産
- エッグ - 実制作撤退

か行
- ガイナックス - アニメ制作事業をガイナに事実上譲渡、後に破産
- カオスプロジェクト - 活動停止
- カナメプロダクション - 倒産
- キティ・フィルム - 実制作撤退
- ギャザリング - ギャザリングホールディングスに吸収合併され解散
- 九魔 - 創業者死去により事業停止。戯画プロダクションに承継
- クラウドハーツ（横浜アニメーションラボ クラウドハーツスタジオ） - 破産
- クラフター - 事業をLDH DIGITALとCRAFTAR X PROJECTに移管
- グリーン - 解散
- グリーン・ボックス - 解散
- グルーパープロダクション - 解散
- グループ・タック - 破産
- ケイエスエス（現ソフトガレージグループ） - 活動停止
- 国際映画社 - 実制作撤退
- ゴンジーノ - 清算
- ゴンゾ - アニメ制作事業をスタジオKAIへ譲渡
- 小林プロダクション - 解散
- コモンセンス（旧社名:アームス） - 解散。後に特別清算

さ行
- サイ・エンタープライズ - 破産
- サンリオ - 実制作撤退
- ジーベック - Production I.Gに吸収合併され解散。映像制作事業はSUNRISE BEYONDへ継承
- ジェック・イー - 解散しスタジオエルに吸収
- シグナル・エムディ - Production I.Gに吸収合併され解散
- 時報映画社 - 実制作撤退後、破産
- じゃんぐるじむ - 解散。スタッフが新たにスタジオりぶらを設立
- ジュニオ ブレイン トラスト - 実制作撤退
- じんぶん - 破産
- 瑞鷹（ズイヨー映像） - 実制作撤退。スタッフが新たに日本アニメーションを設立
- スタジオあんなぷる
- スタジオOX - 事実上解体
- スタジオイゼナ - 解散
- スタジオキャッツ - 解散
- スタジオケルマディック - 活動停止
- スタジオコクピット - 解散
- スタジオコスモス - 創業者死去により活動停止
- スタジオ座円洞 - 活動休止。スタッフが新たにエムケイ座を設立
- スタジオジャイアンツ - 映像制作事業部廃止、破産。
- スタジオ・ゼロ - 実制作撤退
- スタジオたくらんけ - スタッフが新たに株式会社たくらんけを設立したのち活動停止し、破産。
- スタジオ・ファンタジア - 破産
- スタジオフラッグ - 解散
- スタジオマトリックス - 活動停止
- スタジオMIN - 解散
- スタジオライン - 破産
- スタジオロン - 活動停止

た行
- タカハシスタジオ - 倒産
- ダックスインターナショナル - 実制作撤退
- タマ・プロダクション - 破産
- タント（TANTO動画） - 活動停止
- チルドレンズ・コーナー - 解散
- 土田プロダクション - 倒産
- ディジメーション - ゴンゾと合併
- デジタルスケープ - アニメーション制作事業をイマジカインフォスへ譲渡
- 東京キッズ - 倒産
- 東京動画（旧オフィス・アカデミー） - 解散
- 東京ムービー - 解散
- 童夢 - 事業停止
- トップクラフト - 解散
- トライアングルスタッフ - 活動停止
- トランス・アーツ - 破産
- ドリーム・フォース - アニメ制作事業をPeace&Kindnessに譲渡、後に破産

な行
- 日本テレビ動画（東京テレビ動画・日本放送映画） - 解散
- 日本マンガフィルム研究所 - 活動停止
- ネオメディア - 活動休止
- ネクストバッターズサークル（ティアスタジオ） - 破産
- ノーサイド - 活動停止

は行
- パブリック&ベーシック - 倒産
- ハルフィルムメーカー - ゆめ太カンパニーと合併し、TYOアニメーションズに。
- パルム（パルムスタジオ） - 活動停止
- ピー・プロダクション - 実制作撤退
- ビィートレイン - 活動停止
- ピクチャーマジック - 解散
- ビジュアル80 - 倒産
- フウシオスタジオ - studioぱれっとが事業を引き継ぎ活動停止、後に廃業
- フジテレビ・エンタプライズ - 吸収合併
- フッズエンタテインメント - 活動停止。Staple Entertainmentが事実上の後継会社
- フレームポット - 廃業・解散
- プロダクションアイムズ - 破産
- フロントライン - 破産
- フェニックス・エンタテインメント -  活動停止
- 放送動画制作（現大日） - 実制作撤退

ま行
- マングローブ - 破産
- 南町奉行所 - 活動停止
- 民話社 - 倒産
- ムークアニメーション
- 夢弦館 - 創業者死去により解散
- 虫プロダクション（旧）- 倒産
- メルヘン社 - 解散

や行
- ヤオヨロズ - 8millionへ事業譲渡し解散
- 遊歩堂 - 活動停止

ら行
- ライフワーク - 倒産
- ラディクスエースエンタテインメント - ウェッジホールディングスに吸収合併
- 陸演隊 - 破産
- リド - 解散

わ行
- ワオワールド - ワオ・コーポレーションに吸収合併し、会社としては解散。現在は同社の一部門。
- ワコープロ（旧社名: 和光プロダクション） - 実制作撤退

## ソリューション
- 大日本印刷 - 「ライトアニメ」と呼ばれる簡易アニメの制作ソリューションの提供と窓口業務を行っている[2]。

## アニメメーカー
映像ソフトを製作・発売する会社。
- アスミック・エース
- アニプレックス
- アミューズ
- ウォルト・ディズニー・ジャパン
- エイベックス・ピクチャーズ
- NBCユニバーサル・エンターテイメントジャパン
- オーバーラップ
- KADOKAWA（角川書店、メディアファクトリー）
- ギャガ
- キングレコード（KING AMUSEMENT CREATIVE、EVIL LINE RECORDS）
- クロックワークス
- サイバーエージェント
- ビクターエンタテインメント
- 小学館
- 松竹
- ソニー・ピクチャーズ エンタテインメント
- DMM.com
- TCエンタテインメント
- テレビ東京メディアネット
- 東映ビデオ
- 東宝（TOHO animation）
- 徳間ジャパンコミュニケーションズ
- トップ・マーシャル（SMIRAL）
- ドリームクリエイション
- 日活
- 日本コロムビア（コロムビアハウス）
- 博報堂DYミュージック&ピクチャーズ（ショウゲート）
- バップ
- ハピネット
- バンダイナムコフィルムワークス（バンダイビジュアル）
- ブシロード
- フライングドッグ
- フリュー
- フロンティアワークス
- ポニーキャニオン
- マーベラス
- ムービック
- MAGES.（5pb.Records）
- ワーナー ブラザース ジャパン

## アニメプロデュース会社
アニメの企画・プロデュース・版権管理を主な事業とする会社。「制作」「プロデュース」としてクレジットされることもある。
- アーチ
- アンバーフィルムワークス
- インフィニット
- EGG FIRM
- ADKエモーションズ
- ABCアニメーション
- ガンジス - 解散
- グッドスマイルフィルム
- ジェンコ
- 小学館集英社プロダクション
- ストレートエッジ
- スロウカーブ
- 創通
- ツインエンジン
- ディーライツ - 解散
- 電通
- DREピクチャーズ
- 日本アドシステムズ
- バーナムスタジオ
- ハピネットファントム・スタジオ
- bilibili
- ワーナー ブラザース ジャパン

## 主な海外の制作会社一覧

### 北アメリカ
- ウォルト・ディズニー・カンパニー (Walt Disney Company)
  - ウォルト・ディズニー・アニメーション・スタジオ (Walt Disney Animation Studios)
    - ディズニートゥーン・スタジオ (DisneyToon Studios)

  - ピクサー・アニメーション・スタジオ (Pixar Animation Studio)
  - ルーカスフィルム・アニメーション (Lucasfilm Animation)
  - マーベルアニメーション (Marvel Animation)
  - 20世紀フォックス・アニメーション (20th Century Fox Animation)
    - ブルースカイ・スタジオ (Blue Sky Studios)
- ソニー・ピクチャーズ エンタテインメント (Sony Pictures Entertainment)
  - ソニー・ピクチャーズ アニメーション (Sony Pictures Animation)
- パラマウント映画 (Paramount Pictures)
  - パラマウント・アニメーション (Paramount Animation)
- ユニバーサル・スタジオ (Universal Studios)
  - イルミネーション・エンターテインメント (Illumination Entertainment)
  - ユニバーサル・アニメーション・スタジオ (Universal Animation Studios)
  - ドリームワークス・アニメーション (DreamWorks Animation SKG, Inc.)
- ワーナー・ブラザース・エンターテイメント (Warner Bros. Entertainment)
  - ワーナー・ブラザース・アニメーション (Warner Bros. Animation)
- カートゥーン ネットワーク・スタジオ (Cartoon Network Studios)
- ライカ (Laika)
- モンドメディア (Mondo Media)
- ネルバナ (Nelvana)

### ヨーロッパ
- アードマン・アニメーションズ (Aardman Animations)
- ベルヴィジョン・スタジオ (Belvision Studios)
- ヒット・エンターテインメント (HiT Entertainment)
- レ・ザルマトゥール (Les Armateurs)
- レインボーS.r.l. (Rainbow S.r.l.)
- ソユーズムリトフィルム (Soyuzmultfilm)

### アジア
- 上海美術映画製作所 (Shanghai Animation Film Studio)
- 絵梦 (HAOLINERS)
- DR MOVIE
- 同友アニメーション (DONGWOO A&E)
- スタジオバス (Studio Bus)
- ネクストメディアアニメーション (Next Media Animation)
- SEKスタジオ (Scientific Educational Korea)

### 解散・撤退・倒産した制作会社
- フライシャー・スタジオ (Fleischer Studios)
- ウォルター・ランツ・プロダクション（Walter Lantz Productions）
- ハンナ・バーベラ・プロダクション (Hanna-Barbera Productions)
- ユナイテッド・プロダクションズ・オブ・アメリカ (United Productions of America)
- シップ・アニメーション (SIP Animation)